# Malacoptila semicincta
Malacoptila semicincta là một loài chim trong họ Bucconidae.